# Une employée modèle
Pour plus de détails, voir Fiche technique et Distribution.
Une employée modèle est un film français, réalisé par Jacques Otmezguine sorti en 2003.

## Synopsis
François Maurey, la quarantaine, patron d'une boite d'informatique en province travaille sur un brevet qui intéresse une entreprise américaine. En pleine crise conjugale, son destin croise celui de Florence, une jeune fille venue de nulle part. Il l'héberge, l'embauche, ils deviennent amants. Un jour, le mari de Florence fait irruption dans l'appartement de François et commence à se battre avec lui. Florence intervient et le tue. Ils se débarrassent du cadavre et Florence se met au vert dans la maison de campagne de François. La police intervient suite une plainte pour disparition de ses collègues. La police ne trouve aucune personne correspondant à l'identité de Florence. François se rend dans la maison de campagne et découvre Florence ligotée. Le mari, qui avait mimé sa mort, intervient et demande de l'argent à François. Deux faux policiers arrêtent la voiture et assomment François. La police le prévient qu'on a retrouvé le cadavre d'un couple, celui de la femme étant difficilement identifiable. Florence convoque François à son hôtel. Après avoir fait l'amour, deux tueurs interviennent mais sont tenus en respect par un policier qui demande à François de s'enfuir.  Après quoi, il libère les deux voyous. La fille de François l'attend dans sa voiture, ils se rendent à l'usine, que François fait sauter, avant de partir se cacher. Il envoie des nouvelles à sa femme et à sa fille en leur demandant de vendre la maison de campagne. C'est à ce moment qu'arrive Florence qui demande si par hasard il n'y aurait pas une maison à vendre dans le coin.

## Fiche technique
- Titre  original : Une employée modèle
- Réalisation : Jacques Otmezguine
- Scénario : Jacques Otmezguine
- Musique : Philippe Rombi
- Photographie : Alain Marcoen
- Montage : Jean Dubreuil
- Direction artistique : Yves Brover-Rabinovici et Laure Sorin
- Costumes : Chantal Hocdé
- Production : Nelly Kafsky
- Société de production : Canal+, Carrère Groupe, Ex Machina
- Pays d'origine :  France
- Genre : thriller
- Durée : 89 minutes
- Date de sortie : 
  - France : 6 août 2003

## Distribution
- François Berléand : François Maurey
- Delphine Rollin : Florence
- Nicole Calfan : Caroline Maurey
- Bruno Todeschini : Rolland
- François Morel : Commissaire Bovary
- Leslie Phils : Marianne Maurey
- Steve Suissa : Le rocker
- Annick Blancheteau : Christina
- Jean-Luc Porraz : Loraz
- Hubert Saint-Macary : Charles
- Geoffrey Bateman : L'Américain
- Michel Baladi : Gendarme usine
- Pierre Forest : Gendarme motard
- Charlie Gnini : Voyou
- Abdel Halis : Voyou
- Jean-Jacques Launier : Tueur
- Michel Marny : Maître d'hôtel
- Rachid Ouchem : Voyou
- Régis Quennesson : Tueur
- Marc Raffray : Chauffeur américain
- Philippe Rigot : Concierge hôtel
- Mika Tard : Nouvelle standardiste

## Autour du film
Le nom de code du projet informatique dont il est question dans le film est X27, hommage discret au film de Josef von Sternberg,  Agent X 27 réalisé en 1931 avec Marlene Dietrich. 